# مستضی بن اسماعیل
سلطان مستضی بن اسماعیل علوی، پسر اسماعیل بن شریف بود. او سه بار به سلطنت مراکش رسید. وی جمعاً ۴ سال و ۲ ماه حکومت کرد. او در سال ۱۷۵۹ به علت بیماری درگذشت.

## سلطنت

### دورهٔ یکم
نخستین دورهٔ سلطنت وی، با کنار زدن برادرش محمد از حکومت (۱۸ ژوئن ۱۷۳۸) آغاز گشته و در فوریه ۱۷۴۰ که برادرش عبدالله سلطنت را از آن خود کرد دوام یافت. این دورهٔ حکومت او ۱ سال و ۸ ماه طول کشید و طولانی‌ترین دوره سلطنتش بود.

### دورهٔ دوم
در دومین دوره، او در ۳ فوریه ۱۷۴۲ برادرش عبدالله را از سلطنت کنار زد و در مه ۱۷۴۳ عبدالله دوباره سلطان شد. این دوره ۱ سال و ۳ ماه طول کشید.

### دورهٔ سوم
مستضی در ژوئیه ۱۷۴۷ برادرش عبدالله را کنار زد و خود به‌مدت ۱ سال و ۳ ماه سلطنت نمود. در تاریخ اکتبر ۱۷۴۸ میلادی، برادرش عبدالله وی را کنار زد و تا پایان عمر بر مراکش حکومت نمود. این دورهٔ حکومت مستضی کوتاه‌تر از دو دورهٔ دیگر بود.